# Gianluca Bezzina
Gianluca Bezzina ( Qrendi, Malta; 9 de novembro de 1989) é um médico e cantor maltês que representou Malta no Festival Eurovisão da Canção de 2013 em Malmo, na Suécia.

## Biografia
Gianluca Bezzina nasceu em 1989 em Qrendi, Malta. É o terceiro de sete irmãos. Membros da sua família cantaram a canção «Tomorrow» na Television Malta. O avô materno de Gianluca, o falecido Gaetano Buttigieg, mais conhecido por Gaetano Kanta, era também uma figura muito conhecida em Malta pois foi um dos pioneiros na utilização da língua maltesa na música pop. Nas décadas de 1950, 60 e 70, Gaetano publicou letras em maltês adaptadas a canções pop internacionais.

## Festival Eurovisão da Canção 2013
Gianluca venceu a final nacional maltesa para representar Malta no Festival Eurovisão da Canção de 2013 em Malmo, na Suécia, com a canção «Tomorrow». Na realidade, participou no concurso nacional da canção de Malta apenas por diversão e foi a sua primeira participação. Depois de ter ganho o concurso, Gianluca afirmou que ficou muito surpreendido por ter ganho o concurso.
A canção de Gianluca ficou em 4.º lugar na semifinal do Festival Eurovisão da Canção na quinta-feira, 16 de maio de 2013, com 118 pontos. Isto qualificou Gianluca para a final no sábado, dia 18 de maio de 2013. Na final, ele terminou em 8.º lugar com uma pontuação total de 120. A canção maltesa recebeu pontos de 22 dos 38 países votantes.
Quando Gianluca regressou a Malta no domingo, 19 de maio de 2013, foi recebido como um herói pelos fãs, familiares e amigos. A canção «Tomorrow» foi a primeira canção maltesa do Festival Eurovisão da Canção a entrar na tabela de singles do Reino Unido, atingindo o número 37 durante uma semana, mas descendo para o número 66 na semana seguinte.